# Ophiolepis nereis
Ophiolepis nereis är en ormstjärneart som beskrevs av Christian Frederik Lütken 1856. Ophiolepis nereis ingår i släktet Ophiolepis och familjen Ophiolepididae. Inga underarter finns listade i Catalogue of Life.